# Tuk
Tuk fou una població del kanat de Khivà. L'esmenta repetidament Abu l-Ghazi que la situa prop d'Urgendj al sud-oest d'aquesta però a unes hores de camí. L'emplaçament fou identificat per Mikhaïl Skóbelev. També se l'ha identificat amb Khojeili. Vers el 1602 els russos hi van construir a la vora un petit fortí que fou conquerit als sis mesos per Arab Muhàmmad Khan I (1603)